# Lotto Dstny

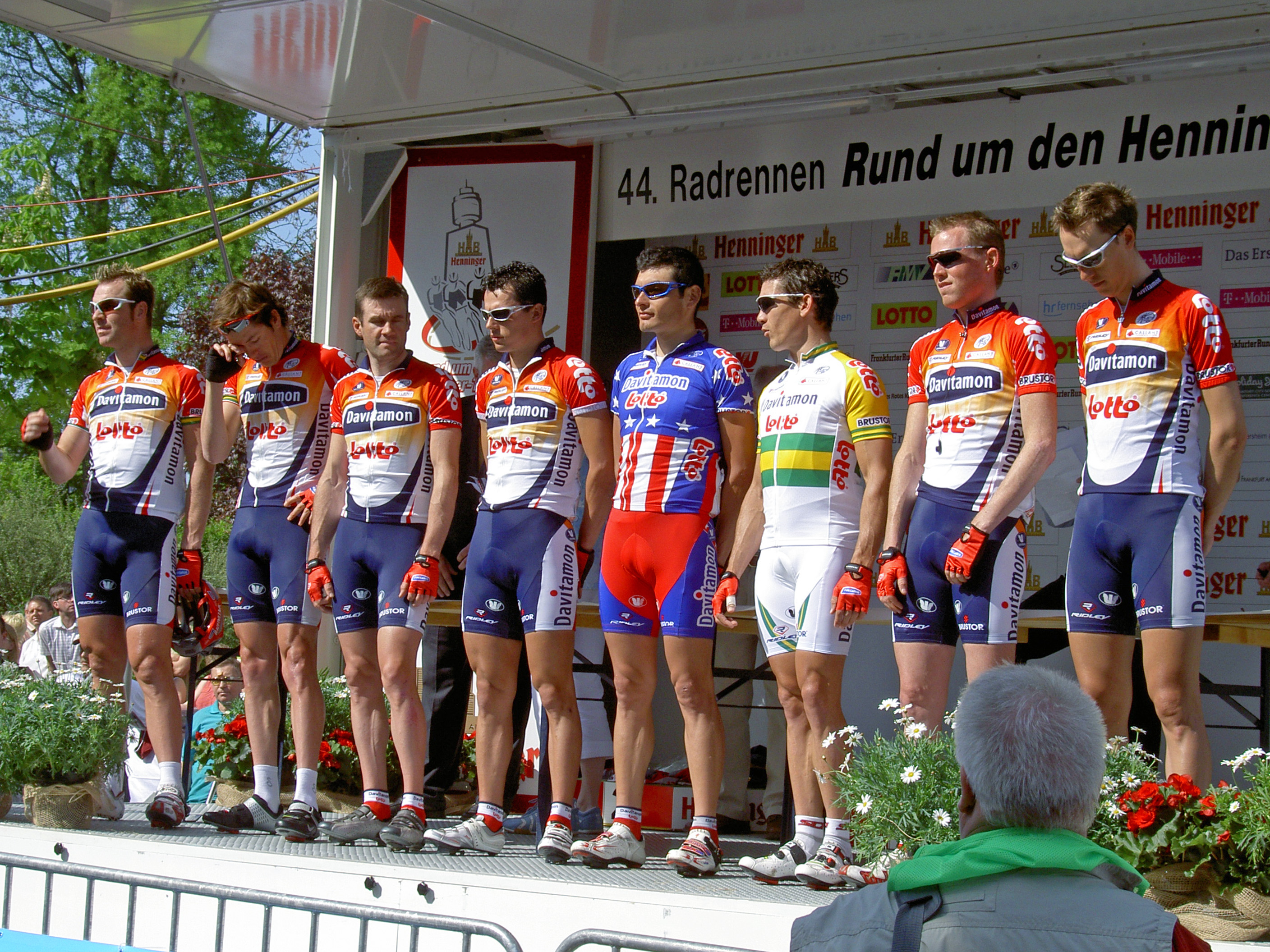
Stallet presenteras vid Rund um den Henninger Turm 2005.

Lotto Dstny är ett professionellt belgiskt cykelstall, som är sponsrat av det belgiska lotteriet (Lotto) och affärskommunikationsföretaget Dstny. Lotto har en lång sponsorskapshistoria i cykelsporten och har sponsrat det nuvarande Lotto Dstny sedan 1992. Stallet har framför allt varit starkt i klassikerna. 
Silence är en produkt ur Omega Pharmas sortiment och är ett antisnarkningspreparat. Redan under tidigare år har Omega Pharma använt sina produkter som stallets sponsor, Predictor, ett graviditetstest för hemmabruk, och Davitamon, kompletterande näringspreparat till exempel vitaminer och mineraler. 
Två kända cyklister som tidigare varit med i laget är Robbie McEwen, en av världens främsta sprinters som vann den gröna poängtröjan i Tour de France 2006, och den australiska cyklisten Cadel Evans som slutade tvåa i Tour de France 2007 och Tour de France 2008 och vann ProTour 2007. 
Lotto Dstny tillhör UCI ProSeries.
Inför säsongen 2009 tillkom oljebolaget Q8 som sponsor, vilket utökade stallets namn till Silence-Lotto-Q8. En storsatsning på att äntligen vinna Tour de France gjordes. Hjälpryttare som Bernard Kohl, Thomas Dekker, Charles Wegelius och Sebastian Lang samt klassikerspecialisten Philippe Gilbert inhämtades. Dock hann de två förstnämnda aldrig hjälpa Evans då de åkte fast i dopningstest. Tour de France 2009 blev ett stort fiasko för stallet, Evans totalfloppade. Det enda glädjeämnet blev istället Jurgen van den Broeck. Tidigare under året vann stallets cyklist Philippe Gilbert en etapp i Giro d'Italia
Sportdirektörer i stallet under säsongen 2009 var Marc Sergeant, Hendrik Redant, Herman Frison, Roberto Damiani och Dirk De Wolf.

## Laguppställning

### 2024
| Laguppställning 2024   | Laguppställning 2024 | Laguppställning 2024                           | Laguppställning 2024 |
| Namn                   | Födelsedatum         | Tidigare lag                                   |                      |
| ---------------------- | -------------------- | ---------------------------------------------- | -------------------- |
| Johannes Adamietz      | 24 maj 1998          | Saris Rouvy Sauerland Team (2022)              |                      |
| Jenno Berckmoes        | 4 februari 2001      | Team Flanders-Baloise (2023)                   |                      |
| Cedric Beullens        | 27 januari 1997      | Sport Vlaanderen-Baloise (2021)                |                      |
| Victor Campenaerts     | 28 oktober 1991      | Qhubeka NextHash (2021)                        |                      |
| Logan Currie           | 24 juni 2001         | Bolton Equities Black Spoke Pro Cycling (2023) |                      |
| Jasper De Buyst        | 24 november 1993     | Topsport Vlaanderen-Baloise (2014)             |                      |
| Thomas De Gendt        | 6 november 1986      | Omega Pharma-Quick Step (2014)                 |                      |
| Arnaud De Lie          | 16 mars 2002         | Lotto-Soudal Development (2021)                |                      |
| Jarrad Drizners        | 31 maj 1999          | Hagens Berman Axeon (2021)                     |                      |
| Pascal Eenkhoorn       | 8 februari 1997      | Jumbo-Visma (2022)                             |                      |
| Jonas Gregaard         | 30 juli 1996         | Uno-X Pro Cycling Team (2023)                  |                      |
| Sébastien Grignard     | 29 april 1999        | Lotto-Soudal U23 (2020)                        |                      |
| Jacopo Guarnieri       | 14 augusti 1987      | Groupama-FDJ (2022)                            |                      |
| Andreas Kron           | 1 juni 1998          | Riwal Securitas (2020)                         |                      |
| Arjen Livyns           | 1 september 1994     | Bingoal Pauwels Sauces WB (2022)               |                      |
| Milan Menten           | 31 oktober 1996      | Bingoal Pauwels Sauces WB (2022)               |                      |
| Sylvain Moniquet       | 14 januari 1998      | Équipe continentale Groupama-FDJ (2020)        |                      |
| Mathijs Paasschens     | 18 mars 1996         | Bingoal Pauwels Sauces WB (2022)               |                      |
| Alec Segaert           | 16 januari 2003      | Lotto Dstny Development Team (2023)            |                      |
| Eduardo Sepúlveda      | 13 juni 1991         | Drone Hopper-Androni Giocattoli (2022)         |                      |
| Liam Slock             | 18 september 2000    | Lotto-Soudal Development (2022)                |                      |
| Lionel Taminiaux       | 21 maj 1996          | Alpecin-Deceuninck (2023)                      |                      |
| Jarne Van De Paar      | 23 oktober 2000      | Lotto-Soudal Development (2022)                |                      |
| Lennert Van Eetvelt    | 17 juli 2001         | Lotto-Soudal Development (2022)                |                      |
| Maxim Van Gils         | 25 november 1999     | Lotto-Soudal U23 (2020)                        |                      |
| Brent Van Moer         | 12 januari 1998      | Lotto-Soudal U23 (2019)                        |                      |
| Henri Vandenabeele     | 15 april 2000        | Team DSM-Firmenich (2023)                      |                      |
| Harm Vanhoucke         | 17 juni 1997         | Team DSM-Firmenich (2023)                      |                      |
| Florian Vermeersch     | 12 mars 1999         | Lotto-Soudal U23 (2020)                        |                      |
|                        |                      |                                                |                      |
| Källa: ProCyclingStats |                      |                                                |                      |

### 2020
| Laguppställning 2020              | Laguppställning 2020 | Laguppställning 2020                 | Laguppställning 2020 |
| Namn                              | Födelsedatum         | Tidigare lag                         |                      |
| --------------------------------- | -------------------- | ------------------------------------ | -------------------- |
| Sander Armée                      | 10 december 1985     | Topsport Vlaanderen-Baloise (2013)   |                      |
| Steff Cras                        | 13 februari 1996     | Katusha-Alpecin (2019)               |                      |
| Jasper De Buyst                   | 24 november 1993     | Topsport Vlaanderen-Baloise (2014)   |                      |
| Thomas De Gendt                   | 6 november 1986      | Omega Pharma-Quick Step (2014)       |                      |
| John Degenkolb                    | 7 januari 1989       | Trek-Segafredo (2019)                |                      |
| Stan Dewulf                       | 20 december 1997     | Lotto-Soudal U23 (2018)              |                      |
| Jonathan Dibben                   | 12 februari 1994     | Madison Genesis (2019)               |                      |
| Caleb Ewan                        | 11 juli 1994         | Mitchelton-Scott (2018)              |                      |
| Frederik Frison                   | 28 juli 1992         | Lotto-Soudal U23 (2015)              |                      |
| Philippe Gilbert                  | 5 juli 1982          | Deceuninck-Quick Step (2019)         |                      |
| Kobe Goossens                     | 29 april 1996        | Lotto-Soudal U23 (2019)              |                      |
| Carl Fredrik Hagen                | 26 september 1991    | Joker Icopal (2018)                  |                      |
| Adam Hansen                       | 11 maj 1981          | HTC-Columbia (2010)                  |                      |
| Matthew Holmes                    | 8 december 1993      | Madison Genesis (2019)               |                      |
| Rasmus Byriel Iversen             | 16 september 1997    | General Store Bottoli Zardini (2018) |                      |
| Roger Kluge                       | 5 februari 1986      | Mitchelton-Scott (2018)              |                      |
| Nikolas Maes                      | 9 april 1986         | Etixx-Quick Step (2016)              |                      |
| Tomasz Marczyński                 | 6 mars 1984          | Torku Şekerspor (2015)               |                      |
| Rémy Mertz                        | 17 juli 1995         | Color Code-Arden'Beef (2016)         |                      |
| Stefano Oldani                    | 10 januari 1998      | Kometa (2019)                        |                      |
| Gerben Thijssen                   | 21 juni 1998         | Lotto-Soudal U23 (2018)              |                      |
| Tosh Van der Sande                | 28 november 1990     | Omega Pharma-Lotto Davo (2011)       |                      |
| Brian van Goethem                 | 16 april 1991        | Roompot-Nederlandse Loterij (2018)   |                      |
| Brent Van Moer                    | 12 januari 1998      | Lotto-Soudal U23 (2019)              |                      |
| Harm Vanhoucke                    | 17 juni 1997         | Lotto-Soudal U23 (2018)              |                      |
| Florian Vermeersch (1 jun–31 dec) | 12 mars 1999         | Lotto-Soudal U23 (2020)              |                      |
| Jelle Wallays                     | 11 maj 1989          | Topsport Vlaanderen-Baloise (2015)   |                      |
| Tim Wellens                       | 10 maj 1991          | Lotto-Belisol U23 (2012)             |                      |
|                                   |                      |                                      |                      |
| Källa: ProCyclingStats            |                      |                                      |                      |

### 2015
| Laguppställning 2015                     | Laguppställning 2015 | Laguppställning 2015                          | Laguppställning 2015 |
| Namn                                     | Födelsedatum         | Tidigare lag                                  |                      |
| ---------------------------------------- | -------------------- | --------------------------------------------- | -------------------- |
| Sander Armée                             | 10 december 1985     | Topsport Vlaanderen-Baloise (2013)            |                      |
| Lars Bak                                 | 16 januari 1980      | HTC-Highroad (2011)                           |                      |
| Tiesj Benoot                             | 11 mars 1994         | Lotto-Belisol U23 (2014)                      |                      |
| Kris Boeckmans                           | 13 februari 1987     | Vacansoleil-DCM (2013)                        |                      |
| Vegard Breen                             | 8 februari 1990      | Joker Merida (2013)                           |                      |
| Stig Broeckx                             | 10 maj 1990          | Lotto-Belisol (2013)                          |                      |
| Sean De Bie                              | 3 oktober 1991       | Leopard-Trek Continental (2013)               |                      |
| Jasper De Buyst                          | 24 november 1993     | Topsport Vlaanderen-Baloise (2014)            |                      |
| Bart De Clercq                           | 26 augusti 1986      | Davo-Lotto (2010)                             |                      |
| Thomas De Gendt                          | 6 november 1986      | Omega Pharma-Quick Step (2014)                |                      |
| Jens Debusschere                         | 28 augusti 1989      | PWS Eijssen (2010)                            |                      |
| Kenny Dehaes                             | 10 november 1984     | Katusha (2009)                                |                      |
| Gert Dockx                               | 4 juli 1988          | HTC-Columbia (2010)                           |                      |
| Tony Gallopin                            | 24 maj 1988          | RadioShack-Leopard (2013)                     |                      |
| André Greipel                            | 16 juli 1982         | HTC-Columbia (2010)                           |                      |
| Adam Hansen                              | 11 maj 1981          | HTC-Columbia (2010)                           |                      |
| Greg Henderson                           | 10 september 1976    | Team Sky (2011)                               |                      |
| Pim Ligthart                             | 16 juni 1988         | Vacansoleil-DCM (2013)                        |                      |
| Maxime Monfort                           | 14 januari 1983      | RadioShack-Leopard (2013)                     |                      |
| Jürgen Roelandts                         | 2 juli 1985          | Davitamon-Win For Life-Jong Vlaanderen (2007) |                      |
| Marcel Sieberg                           | 30 april 1982        | HTC-Columbia (2010)                           |                      |
| Boris Vallée                             | 3 juni 1993          | Color Code-Biowanze (2013)                    |                      |
| Jurgen Van Den Broeck                    | 1 februari 1983      | Discovery Channel (2006)                      |                      |
| Tosh Van der Sande                       | 28 november 1990     | Omega Pharma-Lotto Davo (2011)                |                      |
| Dennis Vanendert                         | 27 juni 1988         |                                               |                      |
| Jelle Vanendert                          | 19 februari 1985     | La Française des jeux (2008)                  |                      |
| Louis Vervaeke                           | 6 oktober 1993       | Lotto-Belisol U23 (2014)                      |                      |
| Tim Wellens                              | 10 maj 1991          | Lotto-Belisol U23 (2012)                      |                      |
| Frederik Frison (1 aug–31 dec, trainee)  | 28 juli 1992         | Lotto-Soudal U23 (2015)                       |                      |
| Dries Van Gestel (1 aug–31 dec, trainee) | 30 september 1994    | Lotto-Soudal U23 (2015)                       |                      |
| Kenneth Van Rooy (1 aug–31 dec, trainee) | 8 oktober 1993       | Lotto-Soudal U23 (2015)                       |                      |
|                                          |                      |                                               |                      |
| Källa: ProCyclingStats                   |                      |                                               |                      |

### Omega Pharma-Lotto 2010
| Namn                   | Födelsedatum | Nationalitet   | Stall 2008                   |
| Mario Aerts            | 31.12.1974   | Belgien        |                              |
| Jan Bakelants          | 14.02.1986   | Belgien        | Topsport Vlaanderen          |
| Adam Blythe            | 01.10.1989   | Storbritannien | Davo-Lotto-Davitamon         |
| Christophe Brandt      | 06.05.1977   | Belgien        |                              |
| Wilfried Cretskens     | 10.07.1976   | Belgien        |                              |
| Glenn D'Hollander      | 28.11.1974   | Belgien        |                              |
| Francis De Greef       | 02.02.1985   | Belgien        |                              |
| Kenny De Haes          | 10.11.1984   | Belgien        |                              |
| Mickaël Delage         | 06.08.1985   | Frankrike      |                              |
| Michiel Elijzen        | 31.08.1982   | Nederländerna  |                              |
| Philippe Gilbert       | 05.07.1982   | Belgien        |                              |
| Leif Hoste             | 17.07.1977   | Belgien        |                              |
| Olivier Kaisen         | 30.04.1983   | Belgien        |                              |
| Sebastian Lang         | 15.09.1979   | Tyskland       |                              |
| Jonas Ljungblad        | 15.01.1979   | Sverige        |                              |
| Matthew Lloyd          | 24.05.1983   | Australien     |                              |
| Gerben Löwik           | 29.06.1977   | Nederländerna  | Vacansoleil Pro Cycling Team |
| Daniel Moreno          | 05.11.1981   | Spanien        | Caisse d'Epargne             |
| Jean-Christophe Peraud | 22.05.1977   | Frankrike      | Creusot Cyclisme             |
| Jurgen Roelandts       | 02.07.1985   | Belgien        |                              |
| Staf Scheirlinckx      | 12.03.1979   | Belgien        |                              |
| Tom Stubbe             | 26.05.1981   | Belgien        |                              |
| Greg Van Avermaet      | 17.05.1985   | Belgien        |                              |
| Jurgen Van Den Broeck  | 01.02.1983   | Belgien        |                              |
| Jurgen Van Goolen      | 28.11.1980   | Belgien        | Team Saxo Bank               |
| Jelle Vanendert        | 19.02.1985   | Belgien        |                              |
| Charles Wegelius       | 26.04.1978   | Storbritannien |                              |